# Gary (Indiana)
Gary is een stad in de Amerikaanse staat Indiana en telt 69.093 inwoners (2020). De oppervlakte bedraagt 130,0 km².
Gary ligt aan de zuidoever van het Michiganmeer. Het behoort tot Lake County

## Geschiedenis
De stad werd in 1906 gesticht door Elbert Henry Gary die in 1901 US Steel had opgericht. Aan hem ontleent de stad ook haar naam.

## Demografie
Het aantal inwoners daalde van een piek in 1960 van 178.000 inwoners, naar 116.587 in 1990 en vervolgens verder naar 102.746 in 2000 en 80.294 in 2010.
Ongeveer 5% van de bevolking van Gary bestaat uit hispanics en latino's, 83% is van Afrikaanse oorsprong, 12% is blank en 0,1% van Aziatische oorsprong.
Van de bevolking is 12,8% ouder dan 65 jaar en bestaat voor 28,9% uit eenpersoonshuishoudens. De werkloosheid bedraagt 9,4% (cijfers volkstelling 2000).

## Klimaat
Volgens de klimaatclassificatie van Köppen heeft Gary een vochtig continentaal klimaat (dfa). De hoogste temperaturen worden gemeten in juli en augustus en zijn in januari en februari het laagst. In januari is de gemiddelde temperatuur -4,6 °C en in juli is dat 23,4 °C. In de zomermaanden valt de meeste neerslag. Jaarlijks valt er gemiddeld 935,2 mm neerslag (gegevens op basis van de meetperiode 1961-1990).

## Economie

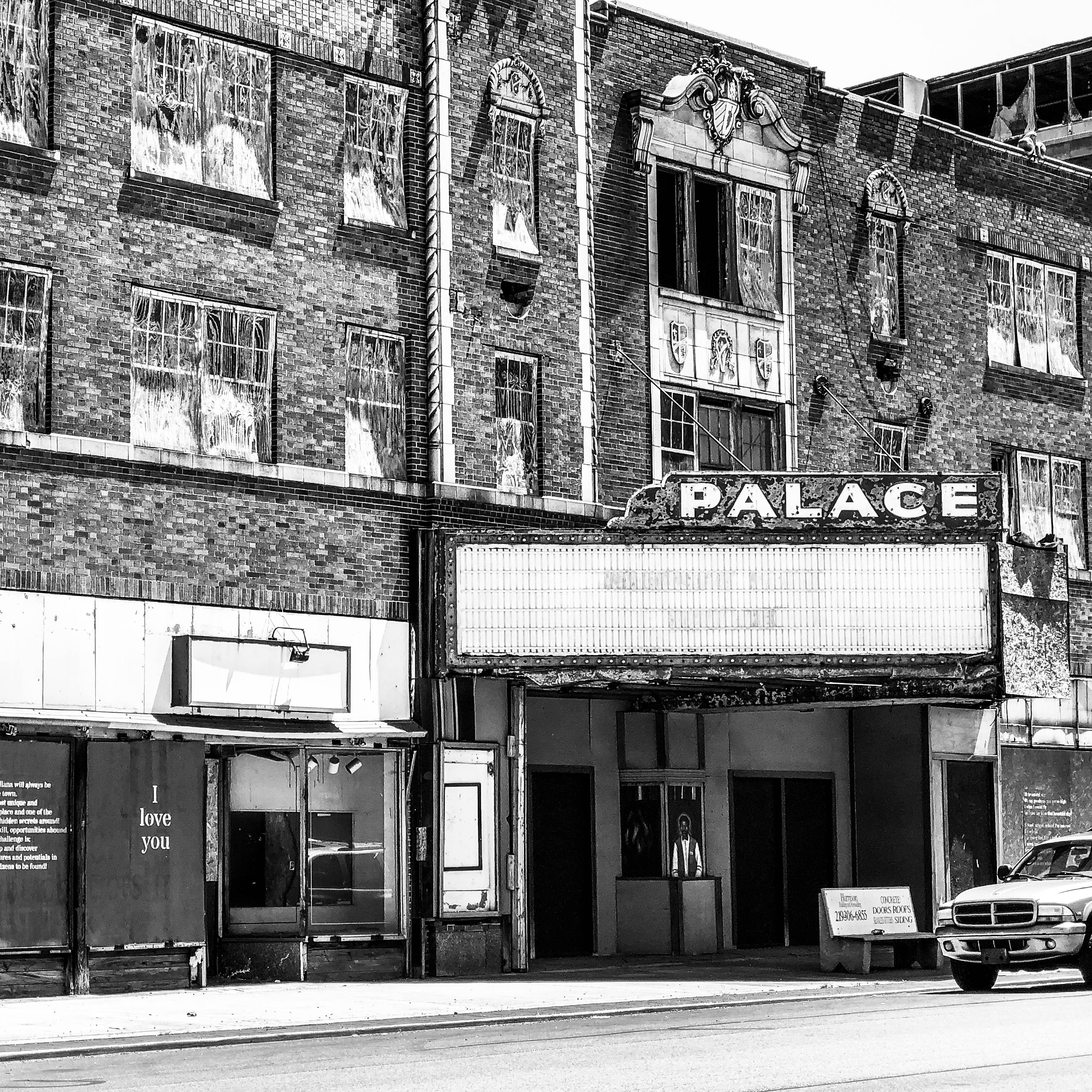
Palace Theater, downtown Gary

De groei en val van de stad zijn verbonden met de staalindustrie van de stad. Vanaf de jaren 60 raakte de stad, net als veel andere Amerikaanse stedelijke centra, in een neergaande spiraal terecht. Dit ging gepaard met grootschalige ontslagen, problemen met drugshandel en groeiende criminaliteit. Hoewel het bedrijf U.S. Steel nog steeds een belangrijke staalproducent in de stad is en veel banen biedt, is het werkaanbod er gedaald tot een fractie van wat het ooit was. De stad heeft nog geen kans gezien om een goed alternatief voor de staalindustrie te bieden, afgezien van een tweetal casino's langs het Michiganmeer.
Nog steeds wordt de stad geteisterd door veel problemen, waaronder een hoge werkloosheid, grote economische problemen en een hoog misdaadcijfer: in 2007 had het een van de hoogste moordcijfers van de Verenigde Staten, 73,2 moorden per 100.000 inwoners. In 2008 stond de stad op de zevende plaats op de lijst van meest gevaarlijke steden van het land. Sinds de jaren 90 is er echter wel enige vooruitgang geboekt in het verbeteren van de problemen. Een van de meest kenmerkende problemen is de stank die over de stad hangt van zwavel- en ammoniaklucht van de verschillende industrieën in de stad.

## Verkeer en vervoer

### Wegverkeer
De belangrijkste wegen naar Gary zijn de Interstate 65, Interstate 90 en Interstate 94.

### Openbaar vervoer
"The South Shore Train" (South Bend Airport - Chicago) heeft 3 stations in Gary (Miller, Metro Center en Gary/Chicago Airport).
Het busvervoer wordt verzorgt door de Gary Public Transport Corp. (GPTC) met 11 buslijnen (5 binnen Gary en 6 die ook naar de aanliggende plaatsen gaan).

### Luchtverkeer
Tussen Gary en East Chicago ligt de luchthaven Gary/Chicago International Airport (GYY).
Het internationale vliegverkeer voor de regio Chicago gaat via O'Hare International Airport en Chicago Midway International Airport, maar het vliegveld Gary/Chicago zorgt voor de kortere afstanden.
Het vliegveld beschikt over twee startbanen. De grootste is in juni 2015 verlengd tot 8.859 voet (2700 meter) met een breedte van 46 meter, de tweede landingsbaan is 1098 x 30 meter groot.

## Bekende personen uit Gary (Indiana)

### Geboren
- Paul Samuelson (1915-2009), econoom en Nobelprijswinnaar (1970)
- Frank Borman (1928-2023), astronaut
- Ralph McQuarrie (1929-2012), setontwerper van Star Wars, Battlestar Galactica en E.T.
- Charles Adkins (1932-1993), bokser
- Alex Karras (1935-2012), acteur, worstelaar en Americanfootballspeler
- Fred Williamson (1938), acteur, Americanfootballspeler
- Joseph Stiglitz (1943), econoom en Nobelprijswinnaar (2001)
- Rebbie Jackson (1950), zangeres
- Deniece Williams (1950), zangeres
- Jackie Jackson (1951), zanger, muzikant en een voormalig lid van The Jackson 5
- Tito Jackson (1953-2024), zanger, gitarist en voormalig lid van The Jackson 5
- Jermaine Jackson (1954), zanger, basgitarist en voormalig lid van The Jackson 5
- La Toya Jackson (1956), zangeres
- Marlon Jackson (1957), zanger, danser en voormalig lid van The Jackson 5
- Michael Jackson (1958-2009), zanger, danser, componist en voormalig lid van The Jackson 5
- Randy Jackson (1961), zanger en voormalig lid van The Jackson 5
- William Owens (1963), componist, muziekpedagoog en dirigent
- Janet Jackson (1966), singer-songwriter, danseres en actrice
- Freddie Gibbs (1982), rapper

### Woonachtig (geweest)
- Morgan Freeman (1937), acteur, Oscarwinnaar
- Avery Brooks (1948), acteur, speelde Benjamin Sisko in Star Trek: Deep Space Nine

## Plaatsen in de nabije omgeving
De onderstaande figuur toont nabijgelegen plaatsen in een straal van 12 km rond Gary.